# ملتروا
مَلِتروا (فرانسوی: Malestroit‎) یک کمونه در دپارتمان موربیان، برتاین، فرانسه است. این کمونه سال ۲۰۱۹ میلادی ۲۴۷۰ نفر جمعیت داشته‌است.